# Данилково (Вязниковский район)
Данилково — деревня в Вязниковском районе Владимирской области России, входит в состав муниципального образования «Город Вязники».

## География
Деревня расположена в 8 км на юго-восток от райцентра Вязники.

## История
В конце XIX — начале XX века деревня входила в составе Нагуевской волости Вязниковского уезда, с 1926 года — в составе Вязниковской волости. В 1859 году в деревне числилось 26 дворов, в 1905 году — 30 дворов, в 1926 году — 38 дворов.
С 1929 года деревня входила в состав Суйтинского сельсовета Вязниковского района, с 1940 года — в составе Песковского сельсовета, с 1954 года — в составе Федурниковского сельсовета, с 1965 года — в составе Илевниковского сельсовета, с 2005 года — в составе муниципального образования «Город Вязники».

## Население
| 1859 | 1905 | 1926 | 2002 | 2010 | 2021 |
| ---- | ---- | ---- | ---- | ---- | ---- |
| 214  | ↘116 | ↗199 | ↘68  | ↘60  | ↘51  |